# Blokschaaf

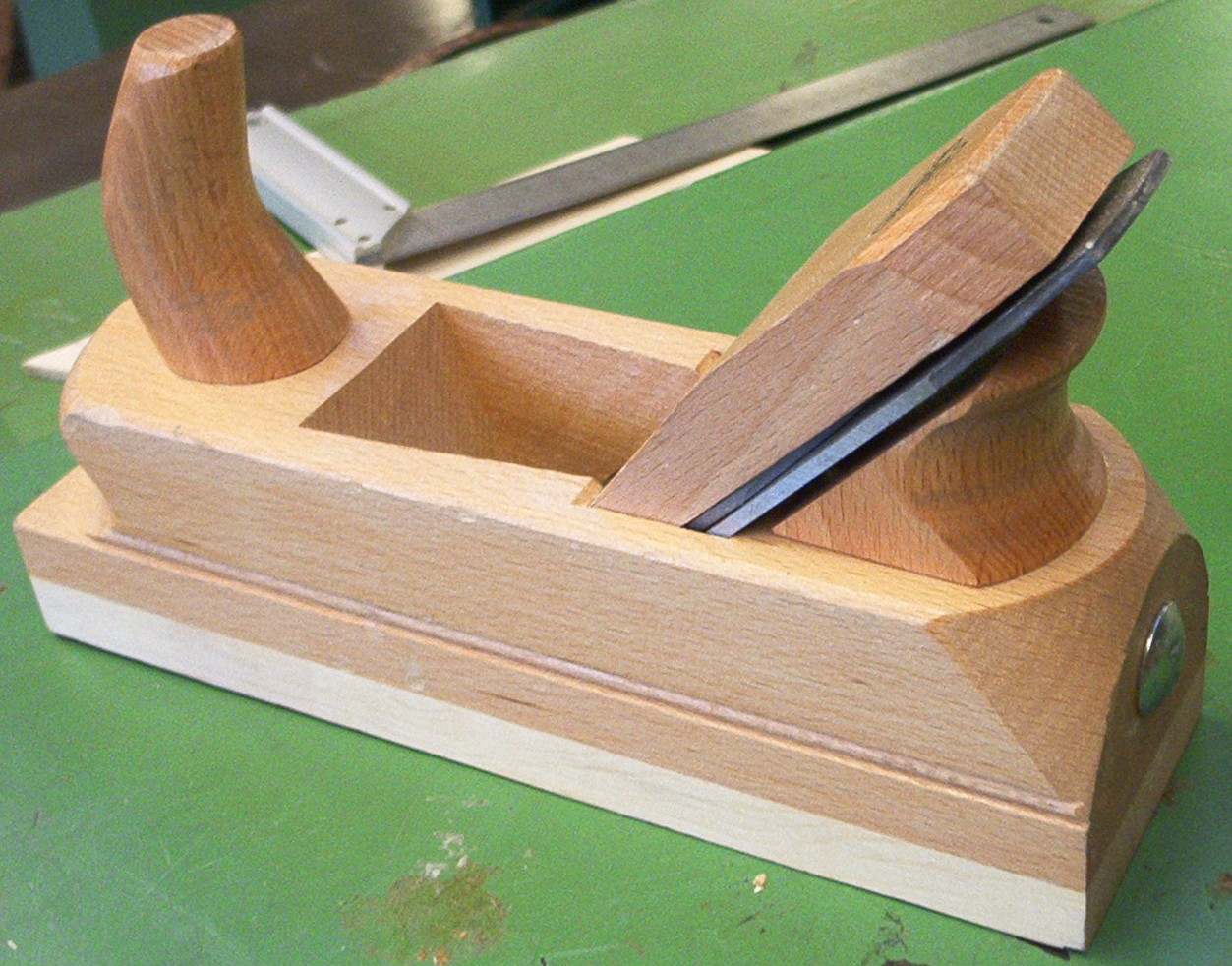
Houten blokschaaf

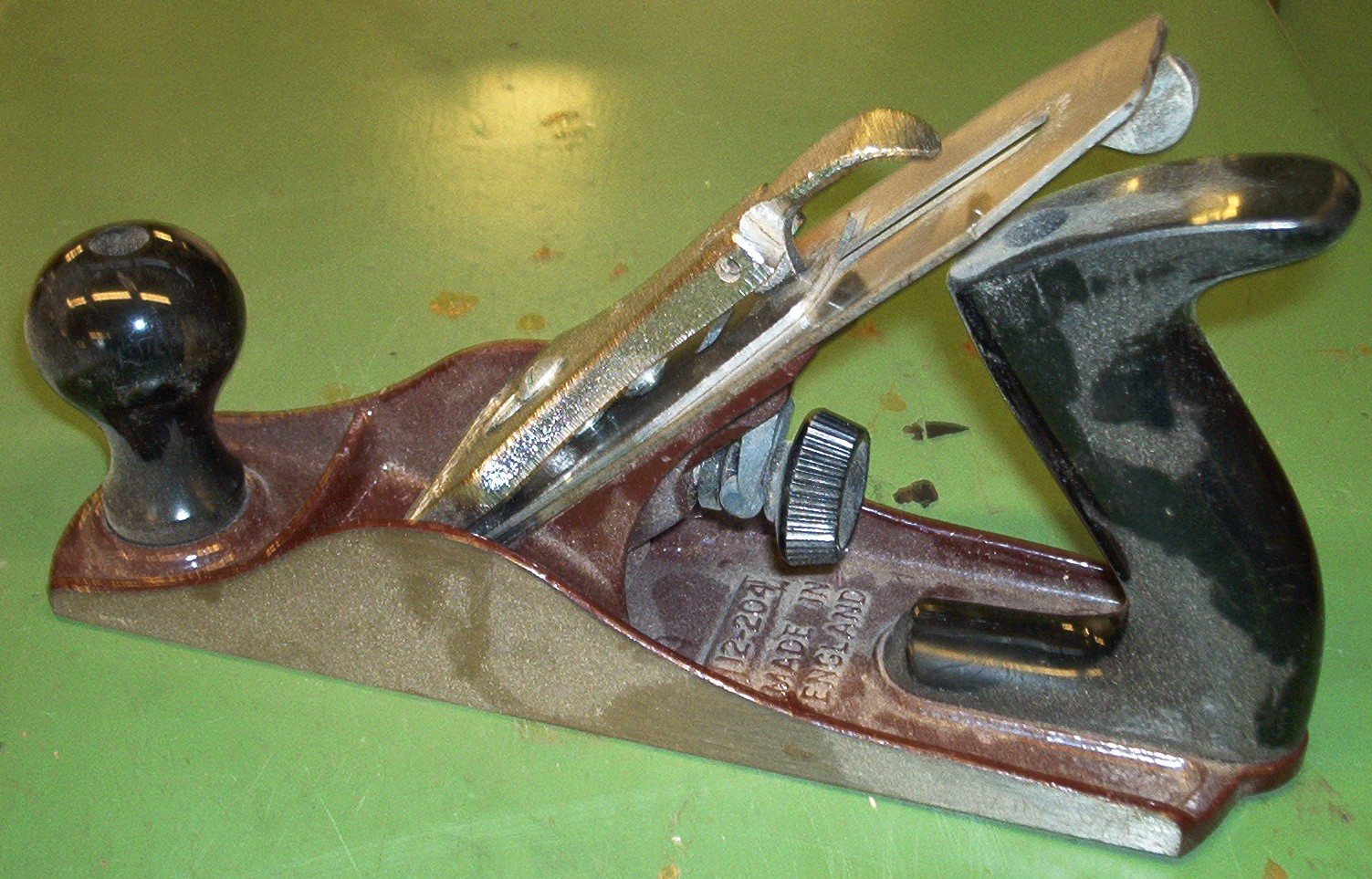
Stalen blokschaaf

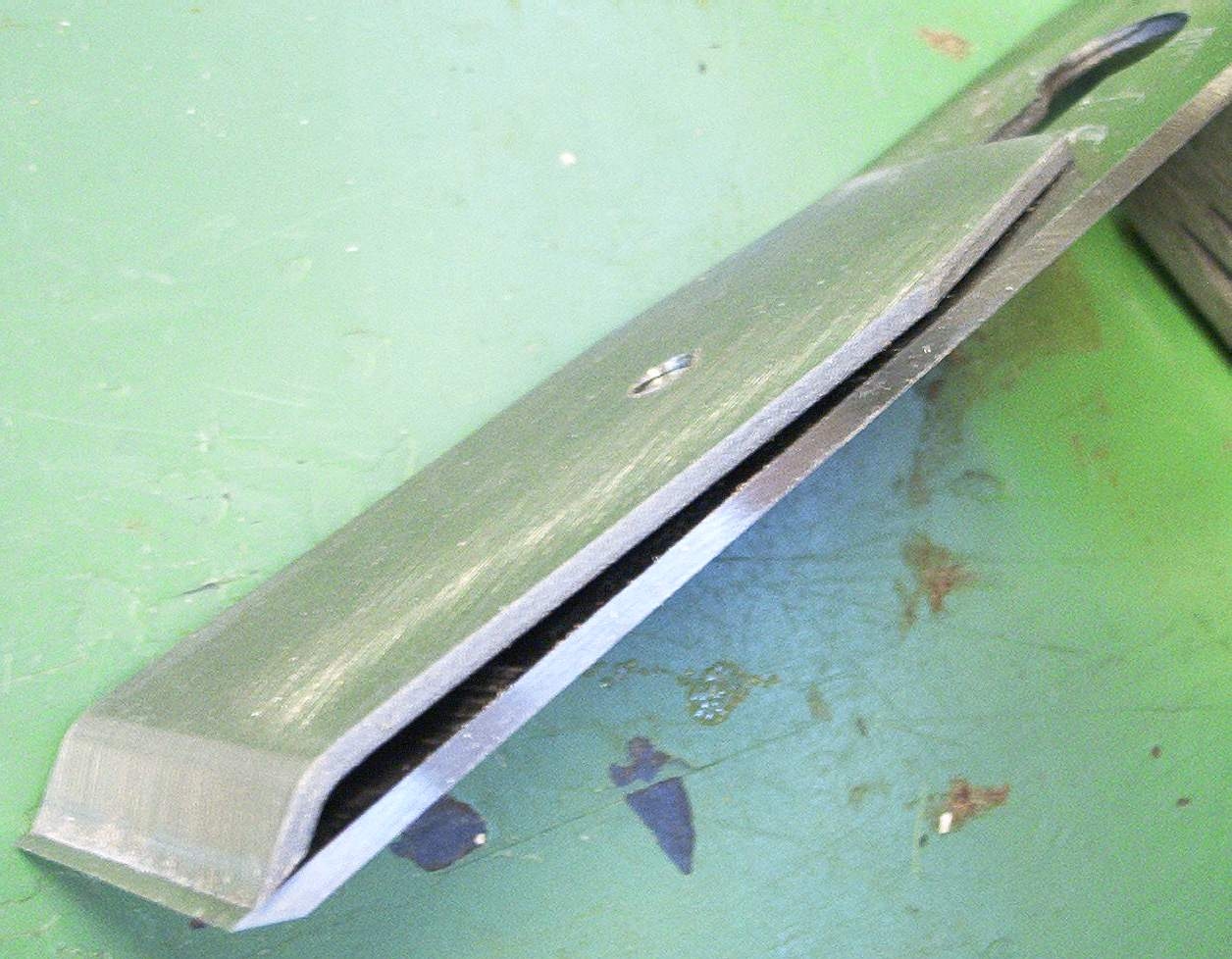
Keerbeitel (boven) op schaafbeitel (detail)

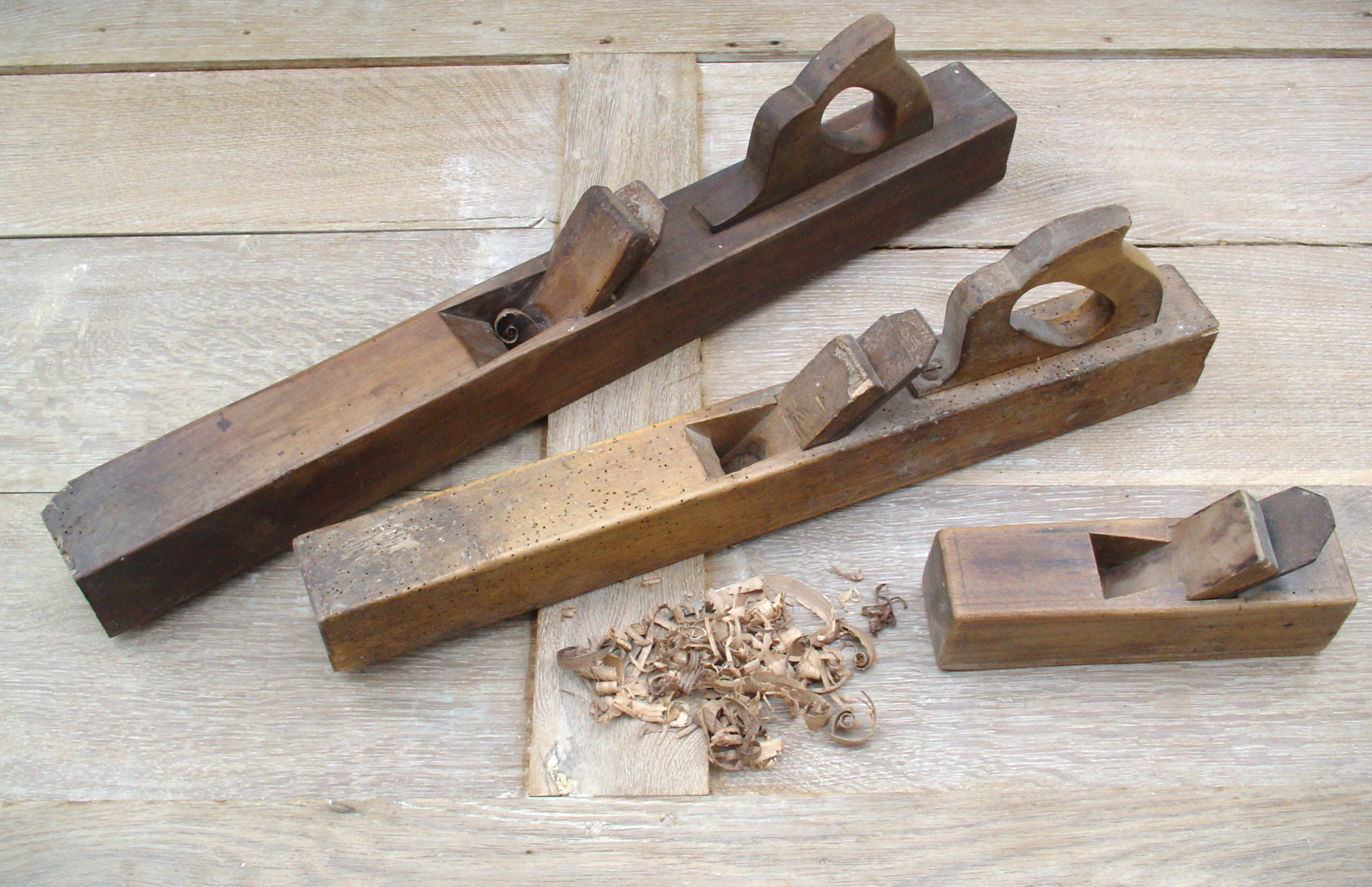
Houten blokschaaf en voorlopers

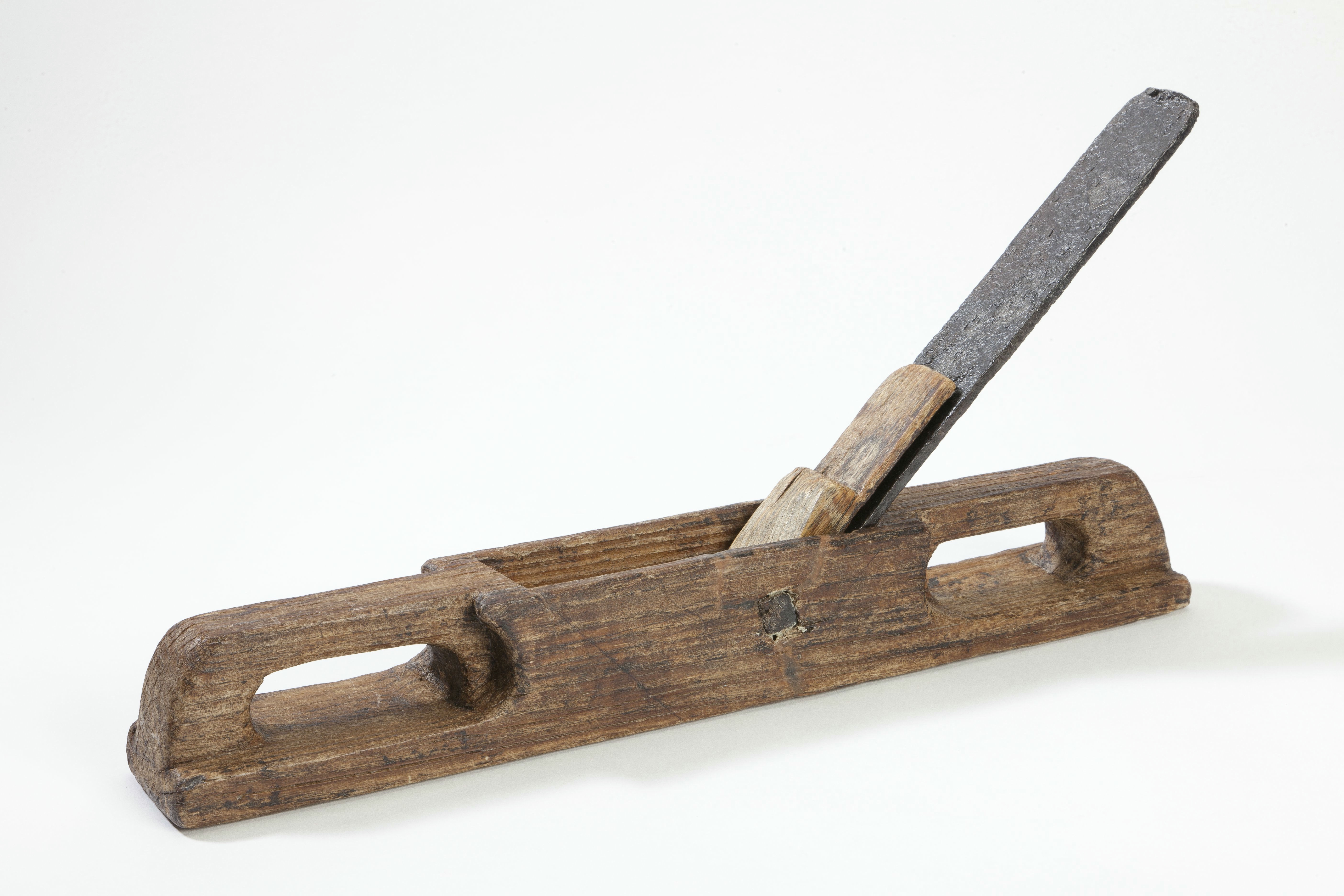
Romeinse blokschaaf

Een blokschaaf is een stuk handgereedschap voor houtbewerking. Een blokschaaf kan zowel van hout zijn als van metaal (meestal staal), en wordt gebruikt om houten werkstukken te schaven, dat wil zeggen glad en strak af te werken. De vakman spreekt van opschaven. De houten schaven werden oorspronkelijk door de vakman zelf gemaakt. Voor de beitel ging hij naar de smid. In perioden van weinig werk of in de wintertijd was er vaak wel tijd voor dergelijke klussen. Bij het gereedschap dat in het Romeinse schip De Meern 1 werd aangetroffen, bevond zich een blokschaaf.

## Opbouw en werking van de houten schaaf
De basis is een blok van hout, meestal beuken. Hierin is een wigvormige opening gemaakt, die aan de onderzijde eindigt in een smalle gleuf, de bek genaamd. Aan de zijkanten van deze opening zijn extra wigvormige gleuven gemaakt voor de bevestiging van de peg (het slothout of wig). In deze opening komt de beitel te liggen met de schaafbeitel onder en de keerbeitel boven. De keerbeitel wordt met een cilinderschroef met zaaggleuf aan de schaafbeitel bevestigd. Dan worden deze vastgeklemd met de peg. Om dit alles goed aan te brengen gaat men als volgt te werk:
1. Neem het blok in de linkerhand met de duim in de opening.
2. Schuif de beitel en de peg samen onder de duim door in de opening ongeveer op de juiste diepte en duw de peg handvast (de duim dient voor het gecontroleerd vasthouden van de beitel en de peg).
3. Draai de schaaf met de onderzijde naar boven en kijk over de zool hoever de beitel uitsteekt
4. Zodra dit juist is kan de peg met een paar tikjes van de hamer goed vast gezet worden.

Voor het goed afstellen is een hamer nodig. De beitel mag zover buiten de zool uitsteken, dat er ongeveer de dikte van schrijfpapier wordt afgeschaafd. Zodra de juiste schaafdiepte is afgesteld tikt men de peg met de hamer klem in het blok. De keerbeitel zit een klein stukje hoger dan de schaafbeitel, maar niet meer dan een 1,5 mm (bij houten zoete blokschaaf).
Als de beitel bot is geworden, moet deze geslepen worden. De beitel wordt deze gelost door met een hamer een paar forse tikken op de achterkant van het blok te geven (men dient met de duim de beitel vast te houden). Hierdoor "schrikt" de peg met beitel los. Om beschadigen van het hout te voorkomen is achter op het blok vaak een stalen slagdop aangebracht.
Verder is het blok aan de voor- en achterzijde meestal zodanig gevormd, dat het goed in de hand ligt. Bij het model op de foto rechtsboven is het blok ook nog voorzien van een hoorn vooraan en een gevormd blokje aan de achterkant achter de beitel. Dit model is ook nog voorzien van een steenbeuken zool om hem extra slijtvast te maken. Dit geeft de schaaf een langere levensduur. Op de goedkopere modellen laat men de extra's, zoals hoorn, blokje en steenbeuken zool, vaak achterwege, wat niet wil zeggen dat er niet goed mee geschaafd kan worden.

## Opbouw en werking van de stalen blokschaaf
Bailey ontwikkelde de stalen blokschaaf rond 1860. In zekere zin worden deze stalen schaven nog steeds door Stanley gemaakt en verkocht, alhoewel de kenner veel moeite zal doen een originele Bailey te vinden. Voor liefhebbers van handgereedschap met een groter budget bestaan er aanzienlijk duurdere merken zoals Clifton of Lie-Nielsen die zorgvuldiger gefabriceerd zijn uit betere materialen, waarbij geprobeerd wordt de 'Bailey-kwaliteit' te evenaren of te overtreffen. 
De opbouw bij de stalen schaaf verschilt wezenlijk van die van de houten schaaf, en de werking in de praktijk eveneens. Een stalen schaaf is zwaarder dan een houten schaaf, wat zowel voordelen als nadelen heeft. Een voordeel is dat de beitel met meer energie door het hout gaat, zodat het schaven makkelijker is; een nadeel dat stalen schaven veel gevoeliger zijn voor vallen. De eigenlijke stalen schaaf bestaat uit niet veel meer dan de zool met diverse delen voor bevestiging van de overige onderdelen. 
De beitel (met keerbeitel) wordt bij metalen schaven op de plaats gehouden met een stalen dekbeitel, waaraan een klemmechanisme zit, bijvoorbeeld met een schroefdraad, in plaats van met een wig (peg). De mate van klemmen wordt bereikt met een stelschroef, die door de klem in het blok zit. 
Vooraan de schaaf zit een ronde knop in plaats van de hoorn bij het houten model en achter de beitel een anatomisch gevormd handvat. Beide zijn van hout of kunststof om warmtegeleiding vanuit de handen tegen te gaan. 
Het afstellen van de stalen schaaf kan zeer accuraat. De stalen blokschaaf is voorzien van een stelmoer voor de diepteafstelling van de beitel ten opzichte van de zool. Ook steekt er een hendeltje (de stelarm) boven de beitel uit, waarmee men deze zuiver evenwijdig aan de zool kan afstellen door deze naar behoefte naar links of rechts te bewegen. De stelschroef zorgt voor een dikkere of dunnere laag te verspanen materiaal.

## Het schaven
Schaven is iets dat gemakkelijk lijkt wanneer het door een expert gebeurd, maar dat voor een beginner lastig kan blijken. Exacte lichaamshouding van de schaver en de mate waarin het te schaven object vastligt kunnen veel verschil maken.
De schaaf houdt de schaafbeitel in een vaste hoek in een vaste afstand ten opzichte van de zool. Bij juist gebruik van een schaaf (met een scherpe beitel) snijdt de schaaf van de hoger gelegen delen van het te schaven object een laagje af. Deze techniek noemt men verspanen. Bij grof schaven (waarbij een relatief dikke laag wordt afgenomen) buigt de keerbeitel dit om tot een schaafkrul, zodat dit gemakkelijk van de schaaf valt (bij fijn schaven ontstaat vanzelf een krul).
Op deze manier kan met een vlakschaaf een object vlakker, dunner of rond gemaakt worden. Ook kan zo de hoek tussen de diverse vlakken van het object veranderd worden, bijvoorbeeld door deze haaks te maken.